# Dieceză
În Bisericile creștine, dieceza este o unitate administrativ-teritorială condusă de episcop, și este numită adesea episcopie sau sediu episcopal, chiar dacă ultimul titlu ar însemna mai degrabă titlul oficiului episcopului.
În Biserica latină, o dieceză importantă (datorită dimensiunilor sale sau rolului istoric), și care este condusă de un arhiepiscop, se numește arhidieceză. Conform Annuario Pontificio, în anul 2003 existau 569 de arhidieceze și 2014 de dieceze ale Bisericii Catolice.
În organizarea târzie a Imperiului Roman, provinciile (destul de) fragmentate erau grupate în unități administrativ-teritoriale mai mari, numite dieceze (lat. diœcesis, gr. διοίκησις, însemnând administrație), fiind introduse de împăratul Diocletian (284-305) ca subîmpărțire administrativă financiară. Biserica Catolică a moștenit direct această structură administrativă în secolele V și VI, atunci când episcopii își asumau în întregime rolul unui præfectus. De altfel, centrele acelor dieceze romane coincideau cu sediile episcopiilor. Această practică s-a păstrat până în prezent, astfel încât de cele mai multe ori sediile arhidiecezane coincid cu sediile administrației civile centrale. 
În tradiția Bisericilor răsăritene orientale, dieceza poartă numele de eparhie.

## Exemple
- Arhidieceza de Alba Iulia
- Arhidieceza de București
- Arhidieceza de Varșovia
- Arhidieceza de Viena
- Arhidieceza de Salzburg